# جيمس إدوارد تالماج
جيمس إدوارد تالماج (21 سبتمبر 1862 - 27 يوليو 1933) كيميائي، وجيولوجي، وزعيم ديني إنجليزي، عمل عضوًا في رابطة الرسل الاثني عشر لكنيسة يسوع المسيح لقديسي الأيام الأخيرة (إل دي سي) منذ عام 1911 حتى وفاته.
أستاذ في أكاديمية بريغام يونغ وجامعة يوتا، عمل تالماج أيضًا رئيسًا لجامعة يوتا وجامعة قديسي الأيام الأخيرة. بالإضافة إلى مسيرته الأكاديمية، ألف تالماج العديد من الكتب الدينية، من أبرزها عيسى المسيح وقواعد الإيمان. على الرغم من نشرها لأول مرة في عامي 1915 و1899، لكن الكتب ظلت كلاسيكية في الأدب المورمون. لم يعتقد تالماج، وهو أكاديمي وعالم ديني، أن العلم يتعارض مع آرائه الدينية. فيما يتعلق بآراء المورمون المتضاربة حول التطور، حاول تالماج التوسط بين قادتي الكنيسة بريغهام هنري روبرت وجوزيف فيلدينغ سميث اللذين اختلفا حول التطور وأصل الإنسان. بالإضافة إلى مشاركته الأكاديمية والدينية، شارك تالماج في القيادة السياسية المحلية في بروفو بصفته عضوًا في مجلس المدينة، وعضوًا في المجلس البلدي، وقاضيًا للصلح.

## تعليم إضافي وسيرة مهنية
كان ميل تالماج للعلوم مبكر، وفي عامي 1882 و1883 حصل على دورات مختارة في الكيمياء والجيولوجيا في جامعة ليهاي في بيت لحم، بنسلفانيا. بعد التخرج، بدأ العمل المتقدم في جامعة جونز هوبكنز في بالتيمور بولاية ماريلاند عام 1883. في ربيع عام 1884، أثناء وجوده في جامعة جونز هوبكنز، كتب تالماج عن العديد من التجارب المخبرية، بما في ذلك تجربة تناول الحشيش. بعد البحث في جامعة جونز هوبكنز، عاد إلى بريغام يونغ وأصبح أستاذًا للجيولوجيا والكيمياء. بعد وقت قصير من عودته إلى بريغام يونغ، أصبح تالماج المستشار (المساعد الرئيسي) لمديرها، مايسر، وعمل كمدير بالوكالة أثناء غياب مايسر. أصبح عضوًا في مجلس أمناء بريغام يونغ، وعضوًا مناوبًا في المجلس الأعلى ليوتا ستيك، ومتحدثًا مشتركًا في اجتماعات الشباب عبر مقاطعة يوتا.
في العام نفسه، انتخِب تالماج مرشحًا عن حزب الشعب لمجلس مدينة بروفو. كان هدفه الرئيسي من الانضمام إلى مجلس المدينة هو تنفيذ تشريعات مكافحة الحانات، لكنه لم ينجح. قبل فترة وجيزة من توليه منصب عضو في مجلس المدينة، تعرض تالماج لحادث مختبر كاد أن يكلفه بصره. بعد بضعة أشهر، انتخِب عضو مجلس محلي فأضيفت واجبات قضائية وتشريعية إلى مهامه.

### استشاري تعدين
منذ أواخر تسعينيات القرن التاسع عشر إلى عام 1911، عمل تالماج مستشار تعدين مستقل ومستشارًا علميًا في النزاعات القانونية المحيطة بصناعة التعدين في ولاية يوتا. كان تالماج خبيرًا في التعدين والكيمياء التطبيقية وكان له سمعة حسنة في مناصبه القيادية الدينية والمدنية المختلفة. نظرًا لنجاحه المالي في الاستشارات، أنهى مسيرته الأكاديمية رسميًا في عام 1907. حلل تالماج العديد من مناجم وأكثرها إثارة للجدل منجم رليف لجون إيه. كويل، ومنجم دريم في سبانيش فورك، يوتا.

## كتابات وخدمة كنيسة قديسي الأيام الأخيرة

### الأعمال الأدبية الدينية
ألف تالماج العديد من الكتب الدينية، من بينها: مواد الإيمان، والجحود الأعظم، وبيت الرب، ويسوع المسيح. هذه المجلدات مطبوعة وما تزال مقروءة على نطاق واسع في كنيسة إل دي سي. في عام 1905 طلبت الرئاسة الأولى للكنيسة من تالماج كتابة الكتاب الذي عُرف باسم يسوع المسيح. طلبوا منه تجميع محاضراته حول حياة يسوع المسيح في كتاب ليكون متاحًا على نطاق واسع لأعضاء الكنيسة والقراء الآخرين. في ذلك الوقت، كان على تالماج العديد من المسؤوليات مع دعوات كنيسته، وعائلته، ومهنته التي منعته من بدء الكتاب، ولكن بعد ما يقرب من عشر سنوات، بعد طلب آخر من الرئاسة الأولى، بدأ في كتابة يسوع المسيح. تظهر الأهمية التي أُعطيت لكتابة هذا الكتاب عن حياة المسيح في تخصيص الرئاسة الأولى مساحة في معبد سولت ليك لتالماج للعمل على الكتاب دون انقطاع ودون تشتيت للانتباه. نُشر يسوع المسيح في سبتمبر 1915، بعد أقل من عام من بدء تالماج كتابته.
في عام 1911، علمت الرئاسة الأولى أن رجلًا يُدعى ماكس فلورنس، وهو مالك مسرح سابق في مدينة سولت ليك، قد حصل على وصول غير مصرح به إلى معبد سولت ليك. التقط صورًا عديدة للداخل واحتفظ بها لمبادلتها بفدية، لكن رئيس الكنيسة في ذلك الوقت، جوزيف إف. سميث، لم يتفاوض مع فلورنس حول هذا الموضوع. قال فلورنس إنه سيبيع الصور للسعر الأعلى أيًا كان الشخص. بعد أيام قليلة من نشر هذا الخبر، اقترح تالماج على الرئاسة الأولى أن تطلب صور معبد سولت ليك لنشرها ككتاب للصور. أذن سميث لشركة تالماج بالحصول على الصور وأيضًا الكتابة عن موضوع المعبد. أكمل كتاب بيت الرب ونشره بعد ذلك بوقت قصير في عام 1912.

### خدمة الكنيسة
قبل أن يصبح تالماج عضوًا في رابطة الرسل الاثني عشر، كان مستشارًا أعلى بديلًا في يوتا ستيك في صهيون. أصبح عضوًا في رابطة الرسل الاثني عشر في 7 ديسمبر 1911، بعد تعيين تشارلز دبليو. بينروز مستشارًا ثانيًا في الرئاسة الأولى. بالإضافة إلى ذلك، منذ عام 1924 وحتى عام 1928، شغل تالماج منصب رئيس البعثة الأوروبية للكنيسة.

### آراء في العلم والدين
كان تالماج طالبًا منتبهًا ومعلمًا للعلوم، لكنه لم يعتقد أن هناك تعارضًا بين العلم والدين ولم يكن قلقًا بشأن الاختلافات أو التناقضات بين مجالي الفكر. اعتقد أنه مع الوقت والتعلم المستمر، ستحل هذه التناقضات في النهاية. كان لديه ثقة في المنهج العلمي وكان قادرًا على قبول الاكتشافات والنتائج العلمية التي تدعمها بينما كان ما يزال متمسكًا بمعتقداته الدينية. يتجلى رأيه في العلم والدين من خلال هذا القول: «يوجد في إنجيل يسوع المسيح مساحة لكل حقيقة تعلمها الإنسان حتى الآن، أو لم يكتشفها بعد». 
يمكن أيضًا رؤية آراء تالماج حول العلم والدين من خلال حدث وقع في عام 1929. في ذلك العام، قدم بي. إتش. روبرت، الباحث العلمي ورئيس كنيسة قديسي الأيام الأخيرة، مخطوطة من 700 صفحة إلى الرئاسة الأولى والتي حاولت التوفيق التام بين اللاهوت والعلم. اهتم رؤساء قادة الكنيسة الآخرون بما كتب في هذه المخطوطة واختلفوا مع الادعاءات المتعلقة بالتطور. أدلى جوزيف فيلدنغ سميث، الذي كان وقتها عضوًا في النصاب القانوني لرابطة الرسل الاثني عشر، ببيان ضد ما كتب عن التطور في المخطوطة التي أعدها روبرت. حاول تالماج التوسط بين سميث وروبرت، واقترح على الرئاسة الأولى الإدلاء ببيان حيادي بشأن هذه القضية، وهو ما فعلوه. سرعان ما خرجوا ببيان يفيد بأن جانبي الحجة مرفوضان كعقيدة للكنيسة.

### المشاركة السياسية
فور عودته إلى بروفو بولاية يوتا بعد تعليمه في الشرق، طُلب حزب الشعب من تالماج الترشح لمنصب المشرف الإقليمي على المدارس. لم يستطع القبول لتعيينه مؤخرًا كمستشار أول في رئاسة جامعة بريغام يونغ. بالإضافة إلى ذلك، لم يكن مؤهلًا للترشح للمنصب لأنه لم يكن مواطنًا أمريكيًا. سرعان ما تقدم بطلب للحصول على الجنسية وتلقى أوراق تجنيسه، ومع أنه لم يكن مهتمًا بالمشاركة السياسية بصرف النظر عن الضرورة، فقد استمر تالماج في العمل في مجلس مدينة بروفو كعضو مجلس محلي وكقاضي للصلح.